# Čipalje
Čipalje (en serbe cyrillique : Чипаље) est un village de Serbie situé dans la municipalité de Sjenica, district de Zlatibor. Au recensement de 2011, il comptait 125 habitants.
Čipalje est également connu sous le nom de Čipalji.

## Démographie
| 1948 | 1953 | 1961 | 1971 | 1981 | 1991 | 2002 | 2011 |
| ---- | ---- | ---- | ---- | ---- | ---- | ---- | ---- |
| 377  | 423  | 394  | 408  | 249  | 231  | 144  | 125  |

|  |